# West (Familienname)
West ist ein Familienname.

## Namensträger

### A
- Adam West (1928–2017), US-amerikanischer Schauspieler
- Alan West, Baron West of Spithead (* 1948), britischer Politiker und Admiral
- Albert West (Albert Westelaken; 1949–2015), niederländischer Sänger und Musikproduzent
- Alexander West (* 1965), schwedischer Unternehmer und Autorennfahrer
- Alf West (Fußballspieler, 1879) (1879–1963), englischer Fußballspieler
- Alf West (Fußballspieler, 1881) (1881–1944), englischer Fußballspieler
- Alf West (Rugbyspieler), neuseeländischer Rugbyspieler
- Allen West (Tennisspieler) (1872–1952), US-amerikanischer Tennisspieler
- Allen West (1929–1978), US-amerikanischer Häftling, siehe Flucht von Alcatraz (1962)#Allen West
- Allen West (Politiker) (* 1961), US-amerikanischer Politiker
- Allen West (Musiker) (* 1967), US-amerikanischer Rockgitarrist
- Alvy West (1915–2012), US-amerikanischer Jazzmusiker, Komponist, Arrangeur and Bandleader
- Amber Stevens West (* 1986), US-amerikanische Schauspielerin
- Andrew West (Hockeyspieler) (* 1981), englischer Hockeyspieler
- Andrew Fleming West (1853–1943), US-amerikanischer Klassischer Philologe
- Andrew J. West (* 1986), US-amerikanischer Schauspieler
- Anne West (* 1973), deutsche Schriftstellerin und Journalistin, siehe Nina George
- Anthony West (* 1981), australischer Motorradrennfahrer
- Arch West (1914–2011), amerikanischer Manager
- Arthur West (Arthur Rosenthal; 1922–2000), österreichischer Journalist, Schriftsteller und Lyriker
- Arthur J. West (1863–1937), britischer Eisenbahningenieur

### B
- Barbara West (1911–2007), britische Titanic-Überlebende
- Barry West (1958–2022), englischer Snookerspieler
- Beate West-Leuer (* 1951), deutsche Pädagogin und Psychotherapeutin
- Benjamin West (1738–1820), britisch-US-amerikanischer Maler
- Betsy West, US-amerikanischer Journalistin und Dokumentarfilmerin
- Billy West (* 1952), US-amerikanischer Synchronsprecher
- Billy West (Schauspieler) (1892–1975), US-amerikanischer Schauspieler
- Brian West (Kameramann) (* 1928), britischer Kameramann
- Brian West (Musiker) (* 1971), kanadischer Musiker
- Brian West (Fußballspieler) (* 1978), US-amerikanischer Fußballspieler
- Bryan West (* 1948), englischer Rugby-Union-Spieler
- Buster West (1901–1966), US-amerikanischer Schauspieler

### C
- Caleb Walton West (1844–1909), US-amerikanischer Politiker
- Cedric West (1919–1997), britischer Jazzmusiker
- Chandra West (* 1970), kanadische Schauspielerin
- Charles West (Mediziner) (1816–1898), britischer Kinderarzt und Geburtshelfer
- Charles West (Schauspieler) (1885–1943), US-amerikanischer Schauspieler
- Charles West (Techniker) (1901–1997), US-amerikanischer Techniker
- Charles F. West (1895–1955), US-amerikanischer Politiker
- Claiborne West (um 1800–1866), US-amerikanischer Siedler und Politiker
- Clara West (* 1981), deutsche Politikerin
- Claudine West (1890–1943), britische Drehbuchautorin
- Colin West (Fußballspieler, 1962) (* 1962), englischer Fußballspieler und -trainer
- Colin West (Fußballspieler, 1967) (Colin William West, 1967), englischer Fußballspieler
- Colin West (Filmschaffender) (* 1987), US-amerikanischer Filmschaffender
- Corinne Michelle West (1908–1991), US-amerikanische Malerin
- Cornel West (* 1953), US-amerikanischer Historiker

### D
- David West (Philologe) (David Alexander West; 1926–2013), britischer Klassischer Philologe
- David West (Baseballspieler) (1964–2022), US-amerikanischer Baseballspieler
- David West (Fußballspieler) (* 1967), US-amerikanischer Fußballspieler
- David West (Basketballspieler) (* 1980), US-amerikanischer Basketballspieler
- Delonte West (* 1983), US-amerikanischer Basketballspieler
- Dominic West (* 1969), britischer Schauspieler
- Dorian West (* 1967), englischer Rugby-Union-Spieler
- Dorothy West (Schauspielerin) (1891–1980), US-amerikanische Schauspielerin
- Dorothy West (1907–1998), US-amerikanische Schriftstellerin
- Dorothy Marie Marsh (1932–1991), US-amerikanische Sängerin, siehe Dottie West

### E
- Elbert West († 2015), US-amerikanischer Songschreiber
- Elizabeth Sackville-West, Countess De La Warr (1795–1870), britische Adelige
- Elliott West (* 1945), US-amerikanischer Historiker
- Enoch West (1886–1965), englischer Fußballspieler
- Eric West (* 1982), US-amerikanischer Sänger

### F
- Franz West (Politiker) (1909–1984), österreichischer Politiker (KPÖ)
- Franz West (Künstler) (1947–2012), österreichischer bildender Künstler
- Frederick West (1941–1995), britischer Serienmörder

### G
- Gary West (1960–2017), australischer Radrennfahrer
- Geoffrey West (* 1940), britischer Theoretischer Physiker
- George West, Viscount Cantelupe (1814–1850), britischer Politiker
- George West (Politiker) (1823–1901), US-amerikanischer Politiker
- George West (Bischof) (1893–1980), britischer Missionar und Geistlicher, Bischof von Rangun
- George Addison West (1931–2013), US-amerikanischer Posaunist, Arrangeur und Hochschullehrer
- George Curtiss West (1931–2016), US-amerikanischer Zoologe
- George Raymond West (1925–2016), US-amerikanischer Tontechniker, siehe Ray West
- George Stephen West (1876–1919), britischer Algenkundler
- George Cornwallis-West (1874–1951), britischer Offizier und Schriftsteller
- Gerhard West (1922–2006), deutscher Lehrer, Landschaftsmaler, Kunsthändler und Restaurator
- Gladys West (* 1931), US-amerikanische Mathematikerin
- Gordon West (1943–2012), englischer Fußballtorhüter

### H
- Hákun West av Teigum (* 2002), färingischer Handballspieler
- Harold West (Ruderer) (1899–1973), britischer Ruderer
- Harold West (Musiker) (alias Hal „Doc“ West; 1915–1951), US-amerikanischer Schlagzeuger
- Helga West (* 1986), finnische samische Dichterin und Theologin
- Herbert West (1911–1959), deutscher Gewerkschaftsfunktionär (FDGB)
- Howard West (1931–2015), US-amerikanischer Fernsehproduzent

### J
- Jack West (Fußballspieler, 1885) (John West; 1885–1959), englischer Fußballspieler
- Jack West (Fußballspieler, 1887) (John West; 1887–1945), englischer Fußballspieler
- Jacqueline West (Kostümbildnerin), US-amerikanische Kostümbildnerin
- Jacqueline West (Schriftstellerin) (* 1979), US-amerikanische Schriftstellerin
- Jake West (* 1972), britischer Regisseur
- James West (Fußballtrainer) (1856–1922), englischer Fußballtrainer
- James West (Leichtathlet) (* 1996), britischer Leichtathlet
- James E. West (* 1931), US-amerikanischer Akustiker
- James Edwin West (1840–1860), Epilepsiekranker, Namensgeber des West-Syndroms
- Jeremy West, britischer Zinkenist, Instrumentenbauer und Hochschullehrer
- Jerry West (1938–2024), US-amerikanischer Basketballspieler
- Jessamyn West (1902–1984), US-amerikanische Schriftstellerin
- Jim West (Gitarrist) (* 1953), kanadischer Gitarrist und Komponist
- Jim West (auch James West, eigentlich Jim Fimiani; * 1959), US-amerikanischer Pornodarsteller, siehe James Bonn
- Jock West (1909–2004), britischer Motorradrennfahrer
- Joe West (Eishockeyspieler) (* 1963), kanadisch-britischer Eishockeyspieler und -trainer
- Joe West (Footballspieler) (* 1984), US-amerikanischer Footballspieler
- Joel West (* 1975), US-amerikanischer Schauspieler und Fotomodell
- Johannes West (1782–1835), dänischer Inspektor von Grönland
- John West, 1. Earl De La Warr (1693–1766), britischer Adliger, Politiker und General
- John West, 2. Earl De La Warr (1729–1777), britischer Adliger, Politiker und General
- John West, 4. Earl De La Warr (1758–1795), britischer Adliger, Politiker und Militär
- John West (Musiker, 1939) (John R. West; * 1939), US-amerikanischer Musiker
- John West (Musiker, 1964) (* 1964), US-amerikanischer Rockmusiker
- John Bradley West (* 1988), britischer Schauspieler
- John B. West (* 1928), australisch-US-amerikanischer Mediziner
- John C. West (1922–2004), US-amerikanischer Politiker
- Joseph West (Politiker) († 1691), englischer Politiker; Gouverneur der Province of South Carolina
- Joseph West (Leichtathlet) (* 1924), irischer Leichtathlet, Olympiateilnehmer 1952
- Joseph R. West (1822–1898), US-amerikanischer Politiker und General
- Josh West (* 1977), britischer Ruderer
- Judi West (* 1942), US-amerikanische Schauspielerin
- Junius Edgar West (1866–1947), US-amerikanischer Politiker

### K
- Kahn West (* 1996), neuseeländischer Schauspieler
- Kanye West (* 1977), US-amerikanischer Musikproduzent und Rapper
- Keith West (* 1943), britischer Musiker
- Kieran West (* 1977), britischer Ruderer
- Kit West (1936–2016), britischer Spezialeffektkünstler
- Klaus-Wilhelm West (Klaus-W. West), deutscher Sozialwissenschaftler und Gewerkschafter

### L
- La Mont West (1930–2022), amerikanischer Anthropologe
- Lawrence West (* 1935), kanadischer Ruderer
- Les West (* 1943), britischer Radrennfahrer
- Leslie West (1945–2020), US-amerikanischer Rockmusiker
- Lydia West (* 1993), britische Schauspielerin

### M
- Madeleine West (* 1979), australische Schauspielerin
- Madison West, US-amerikanische Schauspielerin
- Mae West (1893–1980), US-amerikanische Schauspielerin
- Marlene West (* 1972), jamaikanisch-kaimanische Squashspielerin
- Martin West (Schauspieler) (1937–2019), US-amerikanischer Schauspieler
- Martin Litchfield West (1937–2015), britischer klassischer Philologe und Graezist
- Martin West (Kirchenmusiker) (* 1951), deutscher Kirchenmusiker, Organist und Dirigent
- Mary Jane West-Eberhard (* 1941), US-amerikanische Entomologin und Evolutionsbiologin
- Matt West (Choreograf), US-amerikanischer Schauspieler und Choreograf
- Matt West (Baseballspieler) (Matthew Robert O'Neil West; * 1988), US-amerikanischer Baseballspieler
- Matt West (Volleyballspieler) (Matthew Alvaro West; * 1993), US-amerikanischer Volleyballspieler
- Matthew West (* 1977), US-amerikanischer Musiker
- Maura West (* 1972), US-amerikanische Schauspielerin
- Mike West (* 1964), US-amerikanischer Schwimmer
- Michael West (General) (1905–1978), britischer Heeresoffizier, General
- Milton H. West (1888–1948), US-amerikanischer Politiker
- Mona West (* 1955), US-amerikanische Theologin und Autorin
- Moritz West (1840–1904), österreichischer Librettist
- Morris West (1916–1999), australischer Schriftsteller

### N
- Nadja West (* 1961), US-amerikanische Offizierin, Surgeon General der United States Army
- Natalie West (* 1956), US-amerikanische Schauspielerin
- Nate West (* 1998), US-amerikanischer Basketballspieler
- Nathanael West (1903–1940), US-amerikanischer Schriftsteller
- Nicholas West (* 1991), US-amerikanischer Volleyballspieler

### O
- Ole West (* 1953), deutscher Maler
- Oswald West (1873–1960), US-amerikanischer Politiker

### P
- Pat West (1923–1996), US-amerikanischer American-Football-Spieler
- Paul West (Schriftsteller) (1930–2015), britischer Schriftsteller, Dichter, und Essayist
- Paul West (Bassist) (* 1934), US-amerikanischer Jazzbassist
- Paul West (Pianist) (eigentlich Paul Albert Rickenbacker; 1935–2011), US-amerikanischer Jazzpianist und Sänger
- Peter West (1920–2003), britischer Journalist und Sportreporter

### R
- Randolph West (1890–1949), US-amerikanischer Biochemiker
- Randy West (1947–2024), US-amerikanischer Pornodarsteller und -produzent
- Ray West (1925/26–2016), Tontechniker
- Rebecca West (1892–1983), britische Schriftstellerin
- Red West (Robert Gene West; 1936–2017), US-amerikanischer Schauspieler, Stuntman, Sänger und Songwriter
- Richard West (Politiker) (um 1691–1726), britischer Jurist, Autor und Politiker, Lordkanzler von Irland
- Richard Kurfürst, Wiener Journalist, der auch unter dem Pseudonym West schrieb
- Richard West (Journalist) (1930–2015), britischer Journalist
- Richard Gilbert West (1926–2020), britischer Geologe und Paläontologe
- Richard Martin West (* 1941), dänischer Astronom
- Robert West (1928–2022), US-amerikanischer Chemiker und Hochschullehrer
- Roland West (1885–1952), US-amerikanischer Schauspieler, Filmregisseur und Drehbuchautor
- Ronald West (1914–1992), britischer Geher
- Rosemary West (* 1953), britische Serienmörderin
- Rowan West (1953–2023), australisch-deutscher Orgelbauer
- Roy Owen West (1868–1958), US-amerikanischer Politiker

### S
- Sam West (Baseballspieler) (1904–1985), US-amerikanischer Baseballspieler
- Sam Ku West (1907–1930), US-amerikanischer Gitarrist
- Samuel West (* 1966), britischer Schauspieler und Regisseur
- Sandy West (1959–2006), US-amerikanische Sängerin, Songwriterin und Schlagzeugerin
- Sara West, australische Schauspielerin
- Shane West (* 1978), US-amerikanischer Schauspieler
- Shelly West (* 1958), US-amerikanische Sängerin
- Simon West (* 1961), britischer Filmregisseur
- Sommer West (* 1978), kanadische Eishockey- und Softballspielerin, Eishockeytrainerin
- Sonny West (Musiker) (Joseph „Joe“ West; 1937–2022), US-amerikanischer Rockabilly-Sänger
- Sonny West (Schauspieler) (Delbert „Del“ Bryant West Jr.; 1938–2017), US-amerikanischer Schauspieler und Stuntman, Bodyguard von Elvis Presley
- Speedy West (1924–2003), US-amerikanischer Country-Musiker
- Stanley West (1913–2001), britischer Hochspringer
- Stephen West (Designer) (* 1989), US-amerikanischer Modedesigner
- Stephen C. West (* 1952), britischer Biochemiker und Molekularbiologe
- Stephanie West (1937), britische Altphilologin
- Steve West (Eishockeyspieler) (* 1952), kanadischer Eishockeyspieler
- Steve West (Dartspieler) (* 1975), englischer Dartspieler
- Sven West (* 1976), deutscher Sänger, Musiker, siehe Räuber (Band)

### T
- Taribo West (* 1974), nigerianischer Fußballspieler
- Terence West (* 1939), britischer Radrennfahrer
- Theo West (* 1968), deutscher Entertainer und Reporter
- Thomas West, 2. Baron De La Warr († 1602), englischer Adliger und Politiker
- Thomas West, 3. Baron De La Warr (1577–1618), britischer Kolonialgouverneur
- Thomas West (1768–1832), österreichischer Schriftsteller, siehe Joseph Schreyvogel
- Thomas D. West (1851–1915), US-amerikanischer Gießereiunternehmer und Autor
- Ti West (* 1980), US-amerikanischer Regisseur und Drehbuchautor
- Till West, deutscher DJ
- Timothy West (Schauspieler) (Timothy Lancaster West; 1934–2024), britischer Schauspieler
- Timothy West (Pokerspieler) (Tim West; * 1985), US-amerikanischer Pokerspieler
- Togo D. West junior (1942–2018), US-amerikanischer Politiker
- Tony West (1937–2016), US-amerikanischer Politiker
- Tony West (Dartspieler) (* 1972), englischer Dartspieler
- Tori West (* 1995), australische Leichtathletin
- Tucker West (* 1995), US-amerikanischer Rennrodler

### U
- Ursula West (* 1951), schweizerische Filmeditorin

### V
- Vera West (1900–1947), US-amerikanische Kostümbildnerin
- Vita Sackville-West (1892–1962), englische Schriftstellerin und Gartengestalterin

### W
- W. Richard West, Sr. (Walter Richard West, Sr., genannt Dick West; 1912–1996), US-amerikanischer Künstler der Südlichen Cheyenne
- W. Richard West, Jr. (Walter Richard West, Jr., genannt Rick West; * 1943), US-amerikanischer Museumsleiter der Südlichen Cheyenne
- W. Thomas West (* 1943), pensionierter Generalmajor der US Air Force
- Wallace West (1900–1980), US-amerikanischer Science-Fiction-Autor
- Wariboko West (* 1942), nigerianischer Weitspringer
- Wash West (* 1966), englischer Filmproduzent und Filmregisseur, siehe Wash Westmoreland
- William West (Komponist) (um 1580–1643), englischer Komponist
- William West (Politiker) (um 1733–1816), US-amerikanischer General und Politiker (Rhode Island)
- William West, 3. Earl De La Warr (1757–1783), britischer Adliger, Politiker und Militär
- William West (Botaniker) (1848–1914), britischer Algologe
- William West (Ringer) (1880–1951), britischer Ringer
- William West (Reiter) (1887–1953), US-amerikanischer Reitsportler
- William H. West (1824–1911), US-amerikanischer Jurist und Politiker
- William James West (1793–1848), britischer Arzt und Chirurg
- William S. West (1849–1914), US-amerikanischer Politiker
- Woodrow West (Woodrow Wilson West, * 1985), belizischer Fußballspieler